# بخش کورت
بخش کورت (به فرانسوی: Arrondissement de Corte) یک بخش در فرانسه است که در کرس شمالی واقع شده‌است.